# Archie Hunter Hyde
Archie Hunter Hyde es un personaje ficticio de la serie de televisión australiana Home and Away, el, pequeño Archie fue interpretado por varios infantes entre ellos Astrid McGill, Annabel Bramley, Gigi Pelizzari, Max Hall, Logan Pouliou, Avalon Sambrook, Satine Rizzo, Aliyah Stewart, Evie Diack y Leanardo Warr.

## Biografía
Archie fue procreado después de que el helicóptero en donde viajaban sus padres se estrellara en el bosque y ellos creyeran que iban a morir. Sin embargo su padre estaba comprometido con Rachel Armstrong, así que después de ser rescatados Kit decidió irse sin saber que estaba embarazada, poco después regresó a Bay y le dijo a Kit acerca del embarazo, al inicio Rachel ahora esposa de Kim, decide apoyarlos pero las cosas van de mal empeor, cuando las discusiones comienzan a ser más frecuentes. 
Archie nació el 6 de mayo de 2006 en un monte como su primo Noah, luego de que su madre comenzará su labor de parto, Kim la lleva al hospital; pero un accidente de tráfico en el camino, los obliga a desviarse y se quedan atorados en medio de la nada, con la ayuda de Kim, Kit da a luz, pero en el proceso Kit casi muere.
Después del nacimiento, fueron trasladados al hospital, donde fueron revisados. Luego de que Archie regresara a los bazos de su madre, la felicidad no duró mucho, ya que Tony Holden les da la noticia que la víctima del accidente que los desvió era la madre de Kit, Beth Hunter, quien murió en el accidente. 
Abrumada por la noticia Kit se volvió incapaz de cuidar a Archie, por lo que su padre se encargó. Sin embargo con la ayuda de Matilda y Kim, su madre se mejoró.
Poco después Colleen les regalara unos tickets Kim y Kit decidieron hacer una sesión de fotos con Archie en la playa, Archie with his parents Kit and Kim Picture pero la temperatura de Archie comenzó a subir y Kit lo llevó al hospital, donde Rachel le dijo que no tenía que llevarlo al hospital cada vez que creía que tenía algo, así que Kit decidió irse del hospital y esperar a que un médico de cabecera llegara, por alguna razón este nunca se apareció y Archie empezó a empeorar. Kit decidió llevarlo de nuevo al hospital donde Rachel lo atendió y le diagnóstico una infección renal, sin embargo luego se recuperó.
Poco después Kit decide dejar Summer Bay y llevarse a Archie consigo, lo que deja a Kit devastado, sin embargo incapaz de ocultar sus sentimientos hacia ella Kim toma la decisión de dejar a Rachel y va a buscar a Kit y a Archie a la ciudad.
Ambos regresan brevemente a la bahía para despedirse de sus seres queridos y junto a sus padres Archie deja Summer Bay para siempre y se van a vivir a la ciudad.